# Jürgen Höfner
Jürgen Höfner (* 1955/1956) ist ein ehemaliger deutscher Schwimmsporttrainer.

## Leben
Höfner, der Kanurennsport betrieb, kam nach der Einberufung in die Nationale Volksarmee zum Schwimmsport.
Er schloss sein Studium an der Deutschen Hochschule für Körperkultur in Leipzig mit der im Jahr 1979 angenommenen Diplomarbeit „Zur Rolle und Bedeutung führender Elemente der sportlichen Technik im Kanurennsport zum Erzielen großer antriebswirksamer Kräfte und ihre Ausprägung im langfristigen Leistungsaufbau“ ab. Ab 1980 war er beim ASK Vorwärts Potsdam als Schwimmtrainer beschäftigt, nach dem Ende der Deutschen Demokratischen Republik wurde er in Potsdam Trainer am dort eingerichteten Bundesstützpunkt. Unter seiner Leitung trainierten auch Jana Dörries, die in Höfners Amtszeit Vizeweltmeisterin im Jahr 1991 wurde, Olympiasiegerin Silke Hörner und Weltrekordler Nils Rudolph. Anfang September 1996 wechselte Höfner als Trainer an den Olympiastützpunkt Hamburg/Schleswig-Holstein. In Hamburg betreute Höfner neben anderen Jens Thiele. Höfner beendete seine Tätigkeit in der Hansestadt am Jahresende 2001 und ging nach Potsdam zurück. Er wurde Geschäftsführer des Olympischen Sportclubs (OSC) Potsdam. Zudem wurde er ab 2004 für die Streckenführung des Potsdamer Schlösserlaufs verantwortlich.